# Herriman (Utah)
Herriman es una ciudad situada en el condado de Salt Lake, Utah  (Estados Unidos). Según el censo de 2020 tenía una población de 55,144 habitantes.
La ciudad ha experimentado un rápido crecimiento demográfico en los últimos 10 años, ya que la ciudad tenía únicamente 1.523 habitantes en el censo del 2000. Creció de ser el 111.º lugar incorporado más grande en Utah en 2000 al 14º más grande en 2020.

## Demografía
Según el censo de 2010, Herriman tenía una población en la que el 93,3% eran blancos, 0,6% afroamericanos, 0,2% amerindios, 1,3% asiáticos, 0,5% isleños del Pacífico, el 1,8% de otras razas, y el 2,3% pertenecían a dos o más razas. Del total de la población el 6,2% eran hispanos o latinos de cualquier raza.
La ciudad de Herriman tiene una gran comunidad de venezolanos residentes en dicha zona del condado de Salt Lake.

## Localidades adyacentes
El siguiente diagrama muestra a las localidades más próximas a Herriman.